# Andrzej Harężlak
Andrzej Jerzy Harężlak (ur. 26 października 1947 w Pewli Małej) – polski polityk, urzędnik państwowy, działacz związkowy, w latach 2001–2003 i 2011–2014 wicewojewoda małopolski.

## Życiorys
Ukończył studia politologiczne na Wydziale Nauk Społecznych Uniwersytetu Śląskiego. Był etatowym działaczem Krajowego Związku Rolników, Kółek i Organizacji Rolniczych, m.in. pełnił funkcję prezesa zarządu wojewódzkiego tej organizacji. Politycznie związany z Polskim Stronnictwem Ludowym, został m.in. członkiem rady naczelnej tej partii. Kandydował z listy PSL m.in. do Sejmu w 2011.
Od 2001 do 2003 po raz pierwszy był wicewojewodą małopolskim w czasie koalicji ludowców z SLD. Ponownie na tę funkcję został powołany przez premiera Donalda Tuska w kwietniu 2011. W grudniu 2014 został odwołany z tego stanowiska.
Otrzymał Krzyż Kawalerski (1999) i Oficerski (2004) Orderu Odrodzenia Polski.